# Абидама питака
За општи појам види Абидарма
Абидама питака је трећи део Типитаке, будистичког Канона, а остала два дела су Сута питака и Винаја питака.Чини је седам књига - Дамасангани, Вибанга, Датуката, Пугалапанати, Катавату, Џамака и Патана. 
Књиге Абидама питаке су настале углавном касније од Сута и Винаја питаке и вероватно су свој коначни облик добиле тек неколико векова после Будине смрти. Традиција их све приписује Буди, иако потврде за то не постоје. Будисти верују да у Абидама питаки нема било чега што би противречило Будином учењу, разлика је у приступу, а не у садржају (видети абидама).